# Julius von Plänckner

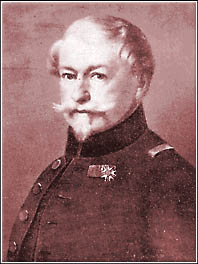
Julius von Plänckner (um 1845)

Julius von Plänckner (* 9. Februar 1791 in Penig; † 12. März 1858 in Gotha) war ein deutscher Soldat und Kartograph. Er hat 1829 die erste durchgehende Wanderung auf dem Rennsteig unternommen und dabei den Verlauf des heutigen Wanderweges erstmals definiert.  

## Leben

### Jugend und Militärlaufbahn
Plänckner, als Sohn eines Pfarrers geboren, entwickelte früh ein Interesse für das Militär. Im Alter von dreizehn Jahren trat er 1804 in Altenburg als Kadett in das dort stationierte sächsisch-gothaische „Regiment Erbprinz“ ein. Im Herbst 1804 wurde er zum Fähnrich, im Frühjahr 1805 zum Leutnant ernannt. 1807 nahm sein zu den Truppen des Rheinbundes gehöriges Regiment auf Seiten Napoleons an der Belagerung von Kolberg gegen die Truppen um August Neidhardt von Gneisenau teil. 1809 wirkte er bei der Niederschlagung des Tiroler Volksaufstandes mit, 1810 wurde sein Regiment nach Spanien entsandt. Während dieses Feldzuges wurde er zum Premierleutnant befördert, erkrankte aber schwer und kehrte im Juni 1811 in die Heimat zurück. 
Im Juli 1811 erfolgte seine Ernennung zum Kapitän und im Februar 1812 musste er mit seiner Kompanie nach Russland aufbrechen, seine Kompanie bildete dort einen Teil der Nachhut des sich zurückziehenden französischen Heeres. 1813 wurden die gothaischen Truppen der Besatzung des belagerten Danzig zugeteilt. Bei einem Vorpostengefecht am 5. März 1813 zeichnete sich Plänckner so aus, dass ihm das Kreuz der Ehrenlegion verliehen wurde. Nach der Schlacht bei Leipzig traten dann die sächsischen Fürsten zu den Verbündeten über, und nun nahm Julius von Plänckner an den Feldzügen 1814 und 1815 gegen Frankreich teil. 
Durch den Wiener Kongress hatte Herzog Ernst III. von Sachsen-Coburg-Saalfeld das kleine Fürstentum Lichtenberg erhalten und 1826 das Herzogtum Sachsen-Gotha übernommen. Mit der Ordnung der militärischen Verhältnisse im Fürstentum Lichtenberg, das der Herzog 1834 an Preußen verkaufte, wurde Plänckner betraut. 1834 übernahm er als Major die Führung des Coburger Bataillons, 1840 wurde er zum Oberstleutnant befördert und 1842 kehrte er als Oberst und Regimentscommandeur nach Gotha zurück.

### Wirken als Kartograph
Die Friedensjahre nach 1815 nutzte Plänckner für ein Studium der Geographie, wandte sich dem kartographischen Zeichnen und der Meteorologie zu. An die Öffentlichkeit trat er zuerst mit einer Ansicht und Beschreibung des östlichen Teiles des Thüringer Waldes. 1830 bis 1832 war er mit der Leitung des Straßenbaues von Gotha über Ohrdruf und Oberhof nach Suhl betraut. Seine Arbeit im Thüringer Wald veranlasste von Plänckner, sich mit dem Rennsteig zu befassen. 1829 wanderte er in fünf Tagen (gesamt 43,5 Stunden) über den Rennsteig von Blankenstein an der Saale bis nach Hörschel an der Werra, zu jenen Punkten, die er zuvor aufgrund der topographischen Verhältnisse als Start- und Endpunkt des Höhenweges ermittelt hatte. Seine Wanderung beschrieb er 1830 als Kommentar zu seiner Ansicht des nordwestlichen Teils des Thüringer Waldes. Auf der Grundlage von Plänckners Reisebericht verzeichnete Karl Herzogs Magdeburger Taschenbuch für Reisende einen Kartenstich, in dem der Rennsteig erstmals in seiner gesamten Länge von 168,3 km eingezeichnet war und durch den der Weg in die Kartographie eingeführt wurde. Später bearbeitete Plänckner das Rheinland und das Fichtelgebirge kartographisch.

### Späteres Leben und Tod
1842 wurde Plänckner Oberst und Regimentskommandeur in Gotha. 1848 wurde das Gothaer Bataillon mobilgemacht und zog unter Plänckners Führung nach Erfurt. Als sein Regiment auf dem Anger in Erfurt aufmarschierte, ereilte ihn ein Schlaganfall. Zehn Jahre lang blieb er ein Pflegefall, bis er am 12. März 1858 starb. Der Herzog gab ihm zu seiner Beerdigung am 16. März 1858 das Ehrengeleit.

### Werke
Werke von Julius von Plänckner:
- 1839,  Piniferus: Taschenbuch für Reisende in das Fichtelgebirge Digitalisat
- 1841, Die Fränkische Schweiz, Digitalisat

## Ehrungen

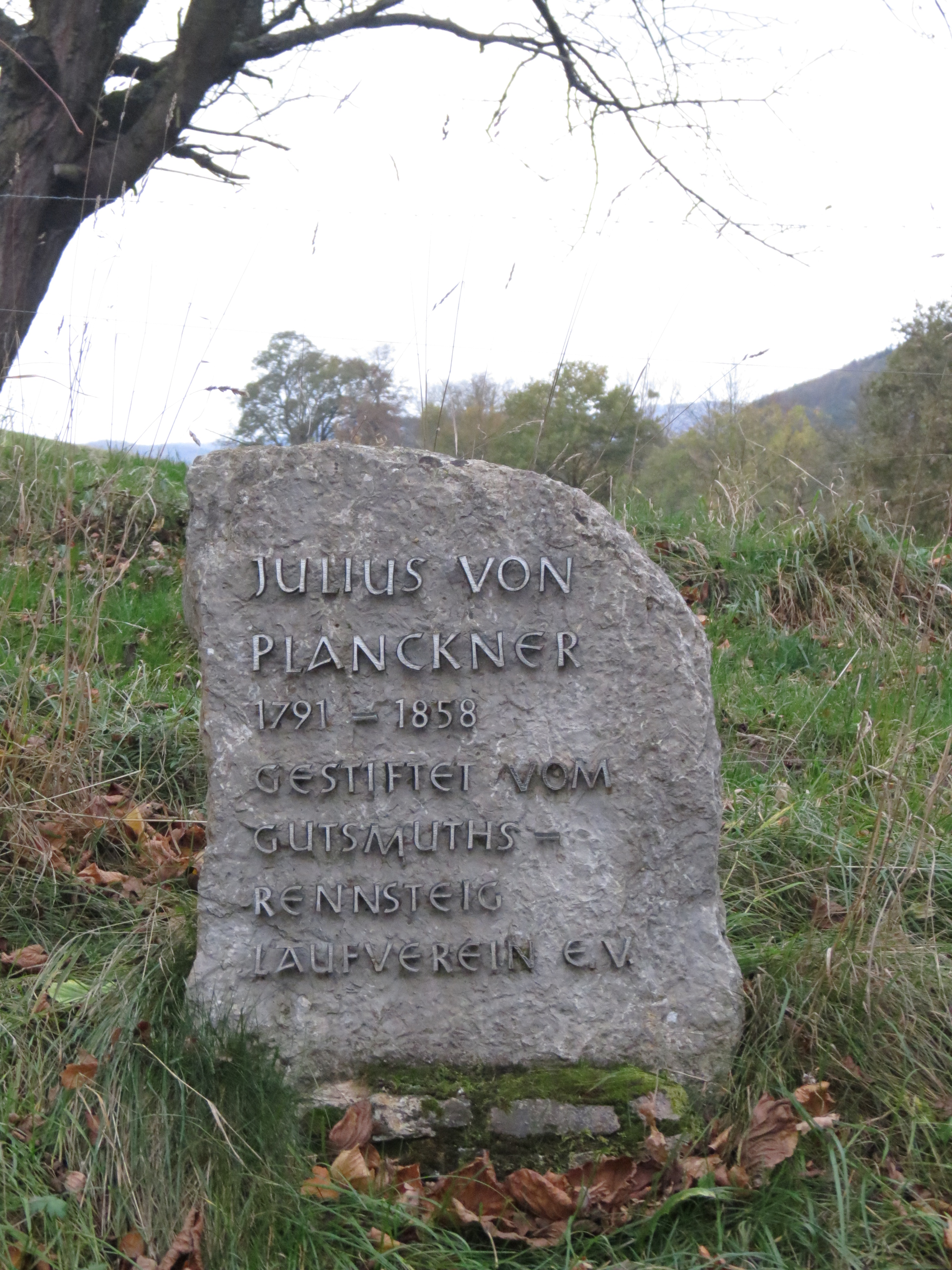
Gedenkstein bei Hörschel

- Ein Obelisk mit einer Inschrift in der Nähe von Oberhof ehrt seine Verdienste um die Errichtung der Straße von Gotha nach Suhl.
- Ein Aussichtspunkt am höchsten Punkt des Rennsteiges, südlich des Gipfels des Großen Beerberges trägt den Namen „Plänckners Aussicht“, der Rennsteigverein hat Plänckner an diesem Ort am 13. November 1898 eine Gedenktafel gewidmet.
- Nahe dem Rennsteigbeginn in Hörschel wurde ihm zu Ehren ein Gedenkstein errichtet.